# Liste der denkmalgeschützten Objekte in Rauchenwarth
Die Liste der denkmalgeschützten Objekte in Rauchenwarth enthält die 10 denkmalgeschützten, unbeweglichen Objekte der niederösterreichischen Gemeinde Rauchenwarth im Bezirk Bruck an der Leitha.

## Denkmäler
| Foto |                 | Denkmal                                                                                | Standort                                                          | Beschreibung | Metadaten |
| ---- | --------------- | -------------------------------------------------------------------------------------- | ----------------------------------------------------------------- | --- | --- |
| ja   | Datei hochladen | Bildstock beim Königskogel HERIS-ID: 8471 Objekt-ID: 4425                              | Am Königskogel Standort KG: Rauchenwarth                          | Bildstock gelegen an der Straße L2004 von Rauchenwarth nach Himberg. Errichter unbekannt. | BDA-Hist.: Q38004282 Status: Bescheid Stand der BDA-Liste: 2025-06-30 Name: Bildstock beim Königskogel GstNr.: 387                                                        |
| ja   | Datei hochladen | Pfarrhof HERIS-ID: 8467 Objekt-ID: 4421                                                | Kirchenplatz 2 Standort KG: Rauchenwarth                          | 1774 errichteter Pfarrhof, erbaut nach den Plänen von Peter Mollner | BDA-Hist.: Q38004065 Status: § 2a Stand der BDA-Liste: 2025-06-30 Name: Pfarrhof GstNr.: .75, 86                                                                          |
| ja   | Datei hochladen | Kath. Pfarrkirche hl. Magdalena HERIS-ID: 8465 Objekt-ID: 4419                         | bei Kirchenplatz 2 Standort KG: Rauchenwarth                      | Die Kirche wurde Ende des 17. Jahrhunderts errichtet, wobei der romanische Chorturm der Vorgängerkirche in den Neubau integriert wurde. | BDA-Hist.: Q38003983 Status: § 2a Stand der BDA-Liste: 2025-06-30 Name: Kath. Pfarrkirche hl. Magdalena GstNr.: .76 Pfarrkirche Rauchenwarth                              |
| ja   | Datei hochladen | Gutshof/Meierhof, Feuerwehrgebäude, heute Kulturzentrum HERIS-ID: 8470 Objekt-ID: 4424 | Rauchenwarth 32 Standort KG: Rauchenwarth                         | Im 14. Jahrhundert als Meierhof errichtet, ab 2003 renoviert und im Oktober 2006 eröffnet. Heute befindet sich in dem ehemaligen Feuerwehrhaus auch das Kulturzentrum. Anmerkung: Bis 2020 war das Gebäude als Lesehof auch unter der HERIS-ID 60348 geschützt. | BDA-Hist.: Q38004240 Status: § 2a Stand der BDA-Liste: 2025-06-30 Name: Gutshof/Meierhof, Feuerwehrgebäude, heute Kulturzentrum GstNr.: 39/4 Gutshof Rauchenwarth         |
| ja   | Datei hochladen | Pest-/Dreifaltigkeitssäule HERIS-ID: 8472 Objekt-ID: 4426                              | bei Rauchenwarth 64 Standort KG: Rauchenwarth                     | 1714 zu Ehren der Dreifaltigkeit und der Pestheiligen errichtete Säule mit Sebastian, Rochus und Rosalia. | BDA-Hist.: Q38004311 Status: § 2a Stand der BDA-Liste: 2025-06-30 Name: Pest-/Dreifaltigkeitssäule GstNr.: 969/1                                                          |
| ja   | Datei hochladen | Bildstock HERIS-ID: 8473 Objekt-ID: 4427                                               | bei Wiener Straße 6, auf der Grünfläche Standort KG: Rauchenwarth | Der Bildstock befindet sich im Zentrum der Ortschaft unweit der Pfarrkirche. Der Errichter und der Zeitpunkt der Errichtung sind nicht bekannt. | BDA-Hist.: Q38004389 Status: § 2a Stand der BDA-Liste: 2025-06-30 Name: Bildstock GstNr.: 449/30                                                                          |
| ja   | Datei hochladen | Wallfahrtskirche Maria Bründl HERIS-ID: 8466 Objekt-ID: 4420                           | Standort KG: Rauchenwarth                                         | Die Wallfahrtskirche Maria Bründl wurde 1772 fertiggestellt und 1783 um den Friedhof erweitert. | BDA-Hist.: Q38004010 Status: § 2a Stand der BDA-Liste: 2025-06-30 Name: Wallfahrtskirche Maria Bründl GstNr.: .105, .106                                                  |
| ja   | Datei hochladen | Kapelle Maria Bründl HERIS-ID: 8468 Objekt-ID: 4422                                    | Standort KG: Rauchenwarth                                         | Als Wallfahrtskapelle als Holzbau 1652 erbaut und 1718–1719 in ihrer heutigen Form errichtet, 1959 renoviert und im inneren mit einem Wandmosaik des österreichischen Malers und Glaskünstlers Hermann Bauch versehen.                                          | BDA-Hist.: Q38004139 Status: § 2a Stand der BDA-Liste: 2025-06-30 Name: Kapelle Maria Bründl GstNr.: 449/1 Kapelle Maria Bründl                                           |
| ja   | Datei hochladen | Figurenbildstock hl. Johannes Nepomuk HERIS-ID: 8469 Objekt-ID: 4423                   | Standort KG: Rauchenwarth                                         | 1719 errichteter Figurenbildstock, der Johannes Nepomuk darstellt. | BDA-Hist.: Q38004178 Status: § 2a Stand der BDA-Liste: 2025-06-30 Name: Figurenbildstock hl. Johannes Nepomuk GstNr.: 449/1 Johannes Nepomuk bei der Kapelle Maria Bründl |
| ja   | Datei hochladen | Figurenbildstock hl. Dreifaltigkeit HERIS-ID: 8475 Objekt-ID: 4429                     | Standort KG: Rauchenwarth                                         | 1907 von der ortsansässigen Familie Buchberger errichtet. | BDA-Hist.: Q38004489 Status: § 2a Stand der BDA-Liste: 2025-06-30 Name: Figurenbildstock hl. Dreifaltigkeit GstNr.: 449/1                                                 |